# Adorus astridae
Adorus astridae är en rundmaskart. Adorus astridae ingår i släktet Adorus, och familjen Alaimidae. Arten är reproducerande i Sverige.